# Runcina coronata
Runcina coronata is een slakkensoort uit de familie van de Runcinidae. De wetenschappelijke naam van de soort werd voor het eerst geldig gepubliceerd in 1844 door Quatrefages.